# Meioneta laimonasi
Meioneta laimonasi är en spindelart som först beskrevs av Andrei V. Tanasevitch 2006.  Meioneta laimonasi ingår i släktet Meioneta och familjen täckvävarspindlar. Inga underarter finns listade i Catalogue of Life.